# 奧伊考

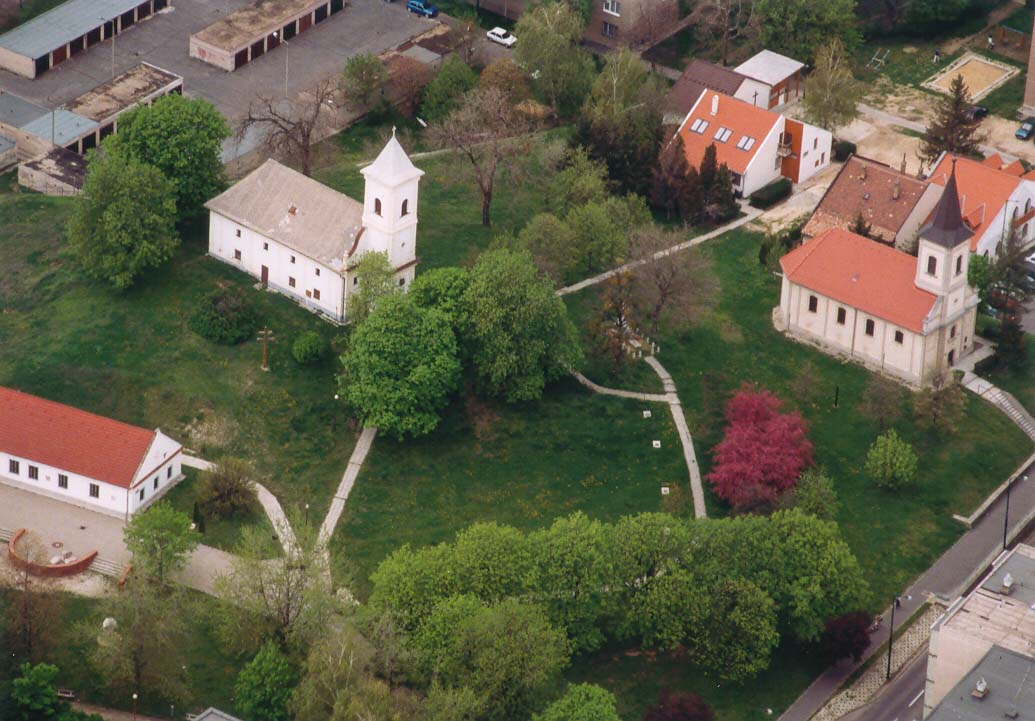

奧伊考（匈牙利語：Ajka，發音：[ˈɒjkɒ]）是匈牙利維斯普雷姆州的城市，位於巴拉頓湖以北，距離首府維斯普雷姆45公里，面積95.05平方公里，2004年人口31,334，該市附近有煤礦。

## 外部連結
- Official site（页面存档备份，存于） （匈牙利文）
- Aerialphotgraphs of Ajka（页面存档备份，存于）
- Extinct volcano locality（页面存档备份，存于）